# Иртыш — Караганда
Канал Иртыш — Караганда также Канал имени Каныша Сатпаева — канал для водоснабжения промышленных районов и сельского хозяйства Центрального Казахстана. Единственная реализованная часть проекта «Поворот сибирских рек».

## Строительство
Строительство канала было начато в 1962 году по проекту учёного-энергетика Ш. Ч. Чокина, эксплуатация началась в 1968 году. Канал был полностью завершён в 1974 году.
В 2002 году с 19-й насосной станции построен водовод длиной 20 километров в реку Ишим, далее — в Вячеславское водохранилище для водоснабжения Астаны.

## Характеристики
Протяжённость — 458 км. Ширина канала — 20—50 м, глубина — 5—7 м.
Канал берёт начало из рукава Иртыша — реки Белой, выше города Аксу. Канал проходит по руслу реки Шидерты на протяжении 200 км, пересекает реку Нура по дюкеру. Здесь он сбрасывает часть воды. Заканчивается канал у насосной станции I подъёма ОАО «Водоканал» города Караганды, который является крупнейшим потребителем. 272 км трассы канала проходят по территории Павлодарской области (12 насосных станций) и 186 км — по Карагандинской области (10 насосных станций).
Основными сооружениями канала являются 22 насосные станции подъёма (с помощью которых вода поднимается на 418 метров), 14 водохранилищ и 34 участковых канала (подводящие и отводящие). Кроме того, на трассе канала имеются 39 других инженерных сооружений (водовыпуски, водосбросы, дюкеры, ливнепропускные трубы, мосты, перегораживающие сооружения и др.). Пропускная способность канала изменяется от 76 м³/с в голове до 13 м³/с в конце. В среднем одна насосная станция перекачивает 18 м³/с, или 1,5 млн м³ в сутки.
За время эксплуатации с 1968 по 2007 год каналом подано потребителям 16 364 млн м³ воды, в том числе Павлодарской области — 7264, Акмолинской — 994, и Карагандинской — 8106 млн м³.